# Hiantopora bidenticulata
Hiantopora bidenticulata är en mossdjursart som beskrevs av Canu och Bassler 1929. Hiantopora bidenticulata ingår i släktet Hiantopora och familjen Hiantoporidae. Inga underarter finns listade i Catalogue of Life.